# Чаруэлл (район)
Чаруэлл (англ. Cherwell) — неметрополитенский район (англ. non-metropolitan district) в графстве Оксфордшир (Англия). Административный центр — город Банбери. Назван по протекающему по району одноимённому притоку Темзы.

## География
Район расположен в северной части графства Оксфордшир, граничит с графствами Уорикшир, Нортгемптоншир и Бакингемшир.

## История
Район был образован 1 апреля 1974 года в результате объединения боро Банбери, городского района (англ. Urban district) Бистер и сельских районов (англ. Rural District) Банбери и Плаули.

## Состав
В состав района входит 2 города:
- Банбери
- Бистер

и 78 общин (англ. civil parish).